# Powder Springs
La ville américaine de Powder Springs est située dans le comté de Cobb, dans l’État de Géorgie.

## Démographie
| 1890 | 1900 | 1910 | 1920 | 1930 | 1940 |
| ---- | ---- | ---- | ---- | ---- | ---- |
| 262  | 280  | 315  | 336  | 342  | 431  |

| 1950 | 1960 | 1970  | 1980  | 1990  | 2000   |
| ---- | ---- | ----- | ----- | ----- | ------ |
| 619  | 746  | 2 559 | 3 381 | 6 893 | 12 481 |

| 2010   | - | - | - | - | - |
| ------ | - | - | - | - | - |
| 13 940 | - | - | - | - | - |

Lors du recensement de 2010, sa population s’élevait à 13 940 habitants.

## Personnalités nées à Powder Springs
- Tremayne Anchrum, joueur de football américain des Rams de Los Angeles
- Shaq Moore, joueur de football du Nashville SC

## Source
- (en) Cet article est partiellement ou en totalité issu de l’article de Wikipédia en anglais intitulé « Powder Springs, Georgia » (voir la liste des auteurs).